# Тауб, Менахем-Мендл
Менахем Мендл Тауб (ивр. מנחם מנדל טאוב‎) (1923—2019) — ребе Каливской династии хасидов в Иерусалиме. Родился в Трансильвании, был седьмым по прямой отцовской линии от основателя династии, раввина Ицхака Изака из Калива, ученика ребе Элимелеха из Лиженска.

## Биография
Менахем Мендл Тауб женился на Хане Саре Шапиро перед началом Второй мировой войны. В 1944 году его депортировали в концентрационный лагерь Освенцим, где на нём экспериментировал Йозеф Менгеле. Из-за «экспериментов по химическому сжиганию» он не мог отрастить волосы на лице и иметь потомство. Был переведён из Освенцима в Варшавское гетто, а затем в Берген-Бельзенский концентрационный лагерь. Через шесть месяцев после окончания войны он воссоединился со своей женой в Швеции. В 1947 году они иммигрировали в Соединённые Штаты и обосновались в Кливленде.
Скончался 28 апреля 2019 года.

## Деятельность
После Второй мировой войны говорил о Холокосте и часто вспоминал о еврейских мучениках. Он призвал к сольному выступлению «Шма Исраэль», чтобы увековечить память жертв Холокоста по завершении религиозных событий в Израиле. Он также путешествовал, чтобы общаться с людьми, рассказывая свою историю, регулярно читал лекции для групп специалистов, включая врачей и правоохранителей.